# Rudolf Schenker

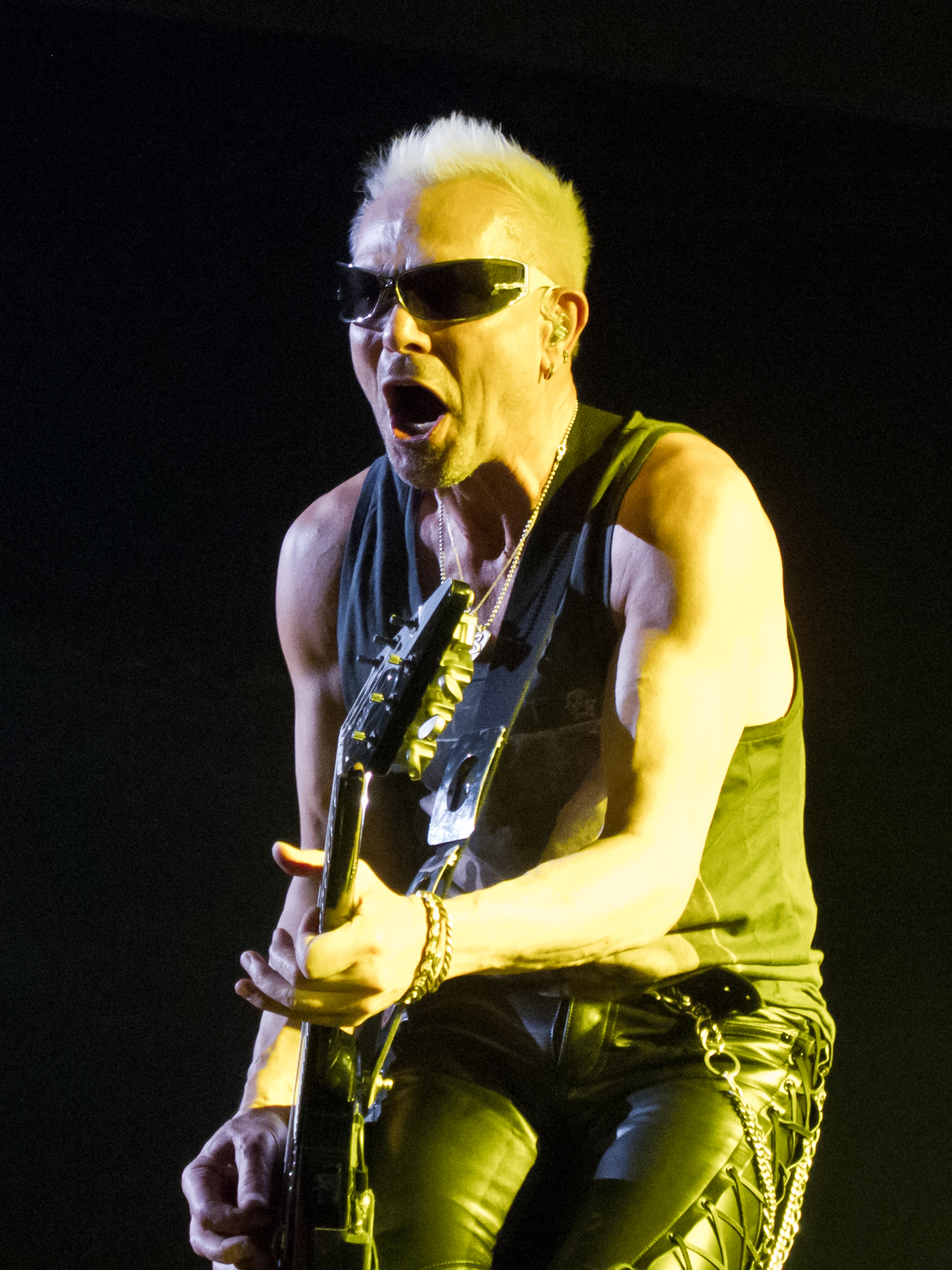
Rudolf Schenker als Gitarrist der Scorpions. Konzert am 7. Februar 2014 in Madrid, Spanien.

Rudolf Heinrich Schenker (* 31. August 1948 in Hildesheim) ist ein deutscher Gitarrist, Songschreiber und Bandleader der 1965 von ihm und Wolfgang Dziony gegründeten hannoverschen Hardrockband Scorpions.

## Biografie
Rudolf Schenker wuchs in Sarstedt bei Hildesheim als Sohn eines Bauingenieurs auf. Im Alter von 12 Jahren bekam er auf seinen Wunsch hin eine Wandergitarre. Das Gitarrespielen und -üben fiel ihm zunächst schwer, und so widmete er sich wieder seinem anderen Hobby, dem Fußballspielen. 1964 entdeckte er die Beatles und er begann wieder mit dem Gitarrespielen. Durch seine Mutter, die im Kirchenchor aktiv war, kam der Kontakt zu einer Beatkapelle zustande, die im Gemeindehaus der örtlichen evangelischen Kirche in Sarstedt probte. Mit 17 Jahren gründete er 1965 mit Wolfgang Dziony seine erste Band, aus der wenig später die Scorpions wurden. Nach der Schulzeit erlernte er den Beruf des Starkstrom-Elektrikers, was in der Folgezeit bei technischen Problemen auch seiner Band zugutekam. Später erlernte er zusätzlich den Beruf des Fotografen. Da die Scorpions in den späten 1960er und Anfang der 1970er Jahre häufig mit finanziellen Problemen zu kämpfen hatten, fotografierte Schenker befreundete Bands bei ihren Konzerten und füllte so die Bandkasse auf; die ersten Scorpions-Bandfotos machte Schenker per Selbstauslöser. 2007 wurden frühe Schenker-Fotografien in einer Galerie in Los Angeles ausgestellt. Er entwickelte früh seine Vision, mit den Scorpions „überall zu spielen, wo es eine Steckdose gibt“ und einmal zu den 30 größten Rockbands zu gehören – eine Vision, die sich 20 Jahre nach Bandgründung schließlich erfüllte.
Sein jüngerer Bruder Michael Schenker spielte früher ebenfalls bei den Scorpions. Seine jüngere Schwester Barbara (1966–2023) war ebenso Musikerin und spielte u. a. bei der hannoverschen Band Viva Keyboard. Eines seiner Markenzeichen ist die „Windmühle“ – dabei rotiert er mit dem rechten Arm.

### Schenker als Komponist der Scorpions

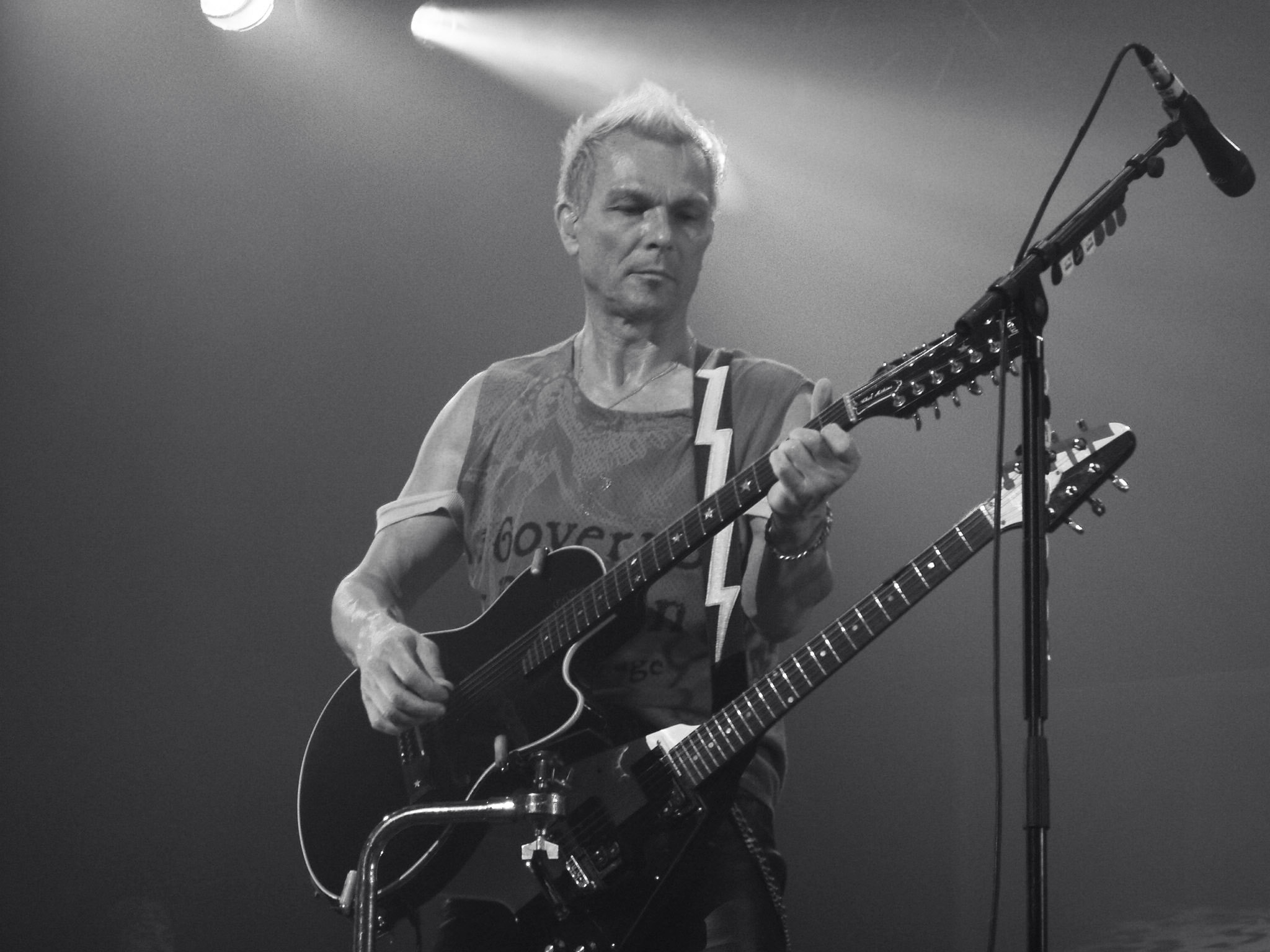
Rudolf Schenker (2007)

Schenker ist der Hauptkomponist der Scorpions. Beim Debütalbum Lonesome Crow komponierte er alle sieben Stücke zusammen mit seinem Bruder Michael. Beim zweiten Album der Scorpions, Fly to the Rainbow, war er an vier der sieben Stücke als Komponist beteiligt. Drei Stücke hatte er zusammen mit Klaus Meine verfasst, ein weiteres zusammen mit Meine und seinem Bruder Michael. Auf dem Album In Trance war er an sechs der zehn Songs beteiligt, fünf davon hatte er allein komponiert, einen mit Ulrich Roth. Beim vierten Band-Album, Virgin Killer, war Schenker an fünf der neun Stücke als Komponist beteiligt. Vier Stücke hatte er zusammen mit Klaus Meine verfasst, ein weiteres zusammen mit Meine und Uli Roth. Auf dem Album Taken by Force komponierte er fünf Titel. Auf dem sechsten Album der Scorpions, Lovedrive waren acht Stücke vertreten; Rudolf Schenker hatte alle komponiert, eines zusammen mit Herman Rarebell. Die Texte stammten von Meine und Rarebell.
Von den neun Stücken des siebten Scorpions-Albums, Animal Magnetism, hat Schenker sieben komponiert, die Texte stammten erneut von Meine und Rarebell. Auf dem Album Blackout ist er bei allen neun Songs als Komponist oder Co-Autor genannt, gleiches gilt bei den neun Songs des Albums Love at First Sting. Auf dem 1988er Album Savage Amusement ist Schenker bei acht Songs als Komponist genannt. Das elfte Studioalbum der Scorpions, Crazy World, enthielt den Hit Wind of Change und war das einzige Album, das in Deutschland auf Platz 1 vorstieß. Von den elf Liedern stammten nur zwei von Schenker und Meine, nämlich Send Me an Angel und To Be With You In Heaven. Vier weitere Stücke wurden laut Aufdruck auf der Platte von den Scorpions gemeinsam verfasst. Auf dem Album Face the Heat befinden sich neun Songs, die er komponiert hat. Bei fast allen war Klaus Meine der Textautor. Das darauf folgende Album Pure Instinct enthält acht Titel, bei denen Schenker der Komponist war. Auf Eye to Eye war er an elf der vierzehn Songs beteiligt, davon aber nur an drei als alleiniger Komponist. Auf dem Livealbum Acoustica komponierte und schrieb Rudolf Schenker zusammen mit Klaus Meine die Titel Life is too Short und When Love kills Love. Auf dem 2004 erschienenen Album Unbreakable ist er bei sieben Songs als Komponist oder Mit-Komponist aufgeführt. Auf dem Album Humanity Hour 1 komponierte er an vier der zwölf Stücke mit. Zudem komponierte er das Instrumentalstück Concerto in V, welches auf dem Livealbum Live Bites von 1995 veröffentlicht wurde.
Für die Sängerin Bonnie Tyler komponierte er den Song You're the One, der im Jahr 1995 auf ihrem Album Free Spirit erschien. Klaus Meine schrieb den Text. Auf dem Album Pure Instinct der Scorpions ist das Lied in einer anderen Version zu hören. Auf dem Abschiedsalbum der Scorpions, Sting in the Tail, komponierte er den Song Slave me alleine, bei acht weiteren der insgesamt dreizehn Titeln ist er als Mitkomponist aufgeführt, bei drei Titeln auch als Mitautor der Texte. Auf dem MTV Unplugged – in Athens Album von 2013 ist er Texter und Komponist des Songs Love is the Answer, den er auch singt. Auf dem Album Return to Forever ist er an sechs Titeln als Komponist oder Co-Komponist beteiligt. Auf dem aktuellen Album Rock Believer wird er bei sechs der elf Songs des Original-Albums als alleiniger Komponist, bei vier weiteren als Co-Komponist aufgeführt. Zudem komponierte er drei der fünf Bonustracks des Albums.
Bei den Songs They Need a Million und Drifting Sun vom Album Fly to the Rainbow übernahm Schenker z. T. den Gesang. Auch beim Lied Hey You ist Schenker als Leadsänger zu hören.

### Bekannte Lieder als Komponist (Auswahl)
- Lovedrive/Coast to Coast (Die Solos von Coast to Coast, auch derjenige des Refrains, wurden von Michael Schenker geschrieben)/Loving you Sunday Morning/Holiday (Das Solo des Holiday-Intros wurde von Michael Schenker komponiert) (Album: Lovedrive)
- The Zoo (Album: Animal Magnetism)
- No One Like You/Blackout/China White (Album: Blackout)
- Rock You Like a Hurricane/ Big City Nights/Still Loving You (Album: Love at First Sting)
- Rhythm of Love (Album: Savage Amusement)
- Send Me an Angel (Album: Crazy World)
- Alien Nation (Album: Face the Heat)
- Gas in the Tank (Album: Rock Believer)

Schenker wird bei mehr als hundert Songs als Komponist oder Co-Komponist aufgeführt. Seine Kompositionen verkauften sich auf Tonträgern mehr als 100 Millionen Mal, teilweise wird sogar von mehr als 160 Millionen verkauften Tonträgern ausgegangen. Er gilt als erfolgreichster Gitarrist aus Deutschland.

### Gastauftritte (Auswahl)
- 1983: Konzert der Michael Schenker Group (MSG), Ende Oktober im Londoner Hammersmith Odeon (bei der von Michael Schenker komponierten UFO-Rock-Hymne Doctor Doctor, mit Klaus Meine)
- 1984: Konzert der Michael Schenker Group (MSG), Mitte August beim Super Rock '84-Festival im Seibu Stadium (Tokio) (bei Doctor Doctor, mit Klaus Meine)
- 1988: Konzert von Bon Jovi in der Olympiahalle München (bei We're an American Band)
- 1990: Konzert von Roger Waters in Berlin sieben Monate nach dem Mauerfall zwischen dem Potsdamer Platz und dem Brandenburger Tor
- 1991: Rudolf Schenker, Klaus Meine, Bo Diddley und Faith No More mit My Generation bei den dritten International Rock Awards in der Wembley Arena London.[7]
- 1994: Auftritt mit der ungarischen Band Omega im Népstadion von Budapest
- 2002: Konzert von Dio und Deep Purple in Braunschweig (bei Dios-Song Rainbow in the Dark, mit Klaus Meine)
- 2006: Konzert von Santana in der TUI-Arena in Hannover
- 2008: Konzert zum 25-jährigen Bühnenjubiläum von Doro Pesch im ISS Dome in Düsseldorf, mit Klaus Meine
- 2008: Konzert der Smashing Pumpkins in der Color-Line Arena Hamburg (zusammen mit Uli Roth beim Scorpions-Song Robot Man)
- 2008: Gitarrist der All-Star-Band beim Auftritt von Chuck Berry anlässlich der Verleihung der Goldenen Kamera für das Lebenswerk Musik an Berry (Song: Roll Over Beethoven)[8]
- 2009: Flying V-Interpretation der Nationalhymnen der Bundesrepublik Deutschland und der Vereinigten Staaten der USA vor dem Box-Kampf von Arthur Abraham gegen Jermaine Taylor am 18. Oktober
- 2011: Gast beim Konzert der Michael Schenker Group auf dem High Voltage Festival in London, am 24. Juli 2011 (bei Rock You Like a Hurricane, Hanging on und Doctor Doctor)
- 2012: Gast bei Scorpions Coverband Stingers am 18. August Auf die Ohren Festival in Gronau (Titel Big City Nights und Rock you like a Hurricane)
- 2016: Gast beim Classic Rock Award 2016 in Tokio am 11. November: No One Like You und Rock You Like a Hurricane gemeinsam mit u. a. Jimmy Page, Tesla, Joe Perry, Richie Sambora, Def Leppard, Johnny Depp, u. a. mit der Hausband Rob und Dean DeLeo (Stone Temple Pilots), Korn-Drummer Ray Luzier und Tommy Hendriksen von den Hollywood Vampires.[9][10]
- 2018: Gast beim Konzert der Hollywood Vampires (Johnny Depp, Alice Cooper, Joe Perry) im Stadtpark Hamburg am 3. Juni (Rhythmusgitarre bei „Train kept a Rolling“)
- 2019: Very Special Guest bei der 50th Anniversary Tour von Uli Jon Roth am 21. Januar in Tokio und am 22. Januar in Nagoya, Japan.[11]

## Alben
- Scorpions
  - Siehe Hauptartikel Scorpions/Diskografie

- Ali Campbell (UB 40)
  - 1995: Big Love (Gitarren, Toningenieur)

- Search
  - 1996: rock n roll Pie (Co-Komponist bei songs Panggung Khayalan und Mengundur Waktu)

- Avantasia
  - 2008: The Scarecrow (Rhythmusgitarre)

- Michael Schenker
  - 2011: Temple of Rock (Zusätzliche Rhythmusgitarre als Gast in den Liedern „Hanging on“ und „With you“)

- Rob Halford
  - 2001/2008: Live Insurrection (Rhythmusgitarre bei Blackout)

- Karelia
  - 2011: Golden Decadence (Rock n’ Roll) (Songs: The Way Across the Hills, Keep Watching on me)

## Gitarren und Verstärker
Rudolf Schenker ist bekannt dafür, vorwiegend Gitarren des Typs Gibson Flying V oder Nachbauten davon zu spielen. Insgesamt hat Schenker etwa 200 Flying-V-Gitarren in seinem Privatbesitz und damit eine der größten Sammlungen dieser Gitarre weltweit. Zu seinem Besitz zählt beispielsweise eine 58er Gibson Flying V Korina, die er Pete Townshend abgekauft hat und sich davor im Besitz von Joe Walsh befand. Die Gitarre im Wert von etwa 250.000 Euro hat Schenker dem Rock’n Pop Museum Gronau als Dauerleihgabe zur Verfügung gestellt.

### Signature-Gitarren
Im Jahr 1984 brachte Gibson eine Rudolf Schenker Signature Flying V-Gitarre auf den Markt. 2013 wurde unter dem Namen Gibson USA Rudolf Schenker Flying V eine weitere Signature-Gitarre auf den Markt gebracht. Die Gitarre wurde in einer Auflage von 400 Exemplaren produziert; die größte Auflage eines Artist-Projektes von Gibson bis dahin und eine der größten Auflagen für eine Signature-Gitarre bisher. Die Gitarre ist heute weltweit vergriffen (Stand 2019). 2014 baute Gibson exklusiv für ihn eine Akustik-Flying V.
Der Gitarrenbauer Boris Dommenget baut für Rudolf Schenker exklusiv Signature-Gitarren, darunter beispielsweise die erste Akustik-Gitarre im Flying-V-Stil, die Rudolf Schenker bei den Konzerten zum Acoustica-Projekt spielte, die Ferrari V und die Scorpions V.
Die Firma WFO Custom Guitars entwickelte 2002/03 die Scorpion-F1. Das Einzelstück ist u. a mit 2 Auspuffrohren ausgestattet, die an eine Nebelmaschine angeschlossen sind. Rudolf Schenker spielt diese Gitarre häufig live bei dem Song Blackout.
Die amerikanische Gitarrenfirma Dean Guitars brachte im Jahr 2006 unter dem Namen Schenker Brothers V eine Gitarre auf den Markt, die Rudolf und Michael Schenker gewidmet war. Diese wurde an beide übergeben und in einer Kleinserie von 200 Stück produziert.
Von der Firma Richter gibt es Rudolf Schenker Signature Gitarrengurte.

### Verstärker
Rudolf Schenker benutzte früher vor allem Verstärker der Firma Marshall Amplification, z. B. JMP oder JCM800 2203. Aktuell nutzt er Verstärker von Engl. Die Firma Skrydsrup baut exklusive Rigs für Rudolf Schenker.

## Sonstiges
Rudolf Schenker lebt in Bothmer in der Samtgemeinde Schwarmstedt bei Hannover. Dort betreibt er auch das eigene Scorpio Sound Studio. Er ist seit 1992 alleinvertretungsberechtigter Geschäftsführender Inhaber der Scorpions Musikproduktions- und Verlagsgesellschaft mbH.  Die Firma wurde 1979 von den Scorpions gegründet und durch den langjährigen Bassisten Francis Buchholz als Geschäftsführer geleitet. Schenker nimmt als Inhaber der Scorpions Musikproduktionsfirma die geschützten Namens- und Markenrechte (z. B.: Schriftzug Scorpions) der Band wahr. Zudem ist er mit Klaus Meine Inhaber des Markennamens Wind of Change. Rudolf Schenker bildet mit Klaus Meine und Matthias Jabs die Scorpions GbR und ist persönlich haftender Gesellschafter. Von 2001 bis 2011 war er gemeinsam mit Klaus Meine und Matthias Jabs Geschäftsführer der Wild Child Entertainment GmbH.
Schenker verbringt seit einigen Jahren die Wintermonate überwiegend in Thailand, wo er sich auch ein Tonstudio eingerichtet hat. Dort sind Demos für das Album Rock Believer entstanden. In der Vergangenheit hatte er eine Zeitlang einen zweiten Wohnsitz in Fort Lauderdale, Florida in den Vereinigten Staaten.
Schenker ist Mitglied im Rock- und Poprat des Deutschen Rock & Pop Musikerverband e. V. sowie Mitglied des Kuratoriums der Deutschen Popstiftung.
Rudolf Schenker ist Vorsitzender der Kreativ-Jury der Pyronale.
Er und seine Ehefrau Margret ließen sich 2003 nach 37 Ehejahren scheiden, gemeinsam haben sie einen Sohn, Marcel, Jahrgang 1970. Schenker lebt seitdem mit seiner Lebensgefährtin Tatyana Sazonova zusammen. Mit ihr hat er einen gemeinsamen Sohn, Richie. Schenker ist zweifacher Großvater.
Schenker praktiziert seit seinem 16. Lebensjahr Yoga und später Meditation sowie seit einigen Jahren Ayurveda. Zudem betreibt er Ausdauersport, Krafttraining und Elektrostimulation. Er praktiziert regelmäßig die Wim-Hof-Atemtechnik.
Nach dem Konzert von Shakira am 12. Dezember 2002 in der Kölnarena überreichte er ihr eine seiner Flying-V-Gitarren. Shakira hatte in einem US-amerikanischen Pepsi-Werbespot ein T-Shirt der Scorpions getragen und sich als Fan der Band geoutet.
1988 hatte Schenker einen Cameo-Auftritt in einer Folge der britischen Comedyserie The Comic Strip Presents….
2006 wirkte Rudolf Schenker in einer Folge von Germany’s Next Topmodel mit.
Für die Kampagne Me, MYself & MeY des Wäscheherstellers Mey war Rudolf Schenker als Model aktiv.
Schenker ist Gründungsmitglied der deutschen Stiftung zur Förderung der Nordoff-Robbins-Musiktherapie.
Während der Rallye Dakar 2010 gehörte er zur Begleitcrew der Volkswagen AG und testete in dieser Zeit das neue Modell VW Amarok, mit dem VW die Rallye bestritt. Im November 2010 präsentierte der VW-Konzern nach einer Idee von Schenker einen Scorpions-Amarok, der u. a. mit spezieller Air-Brush-Lackierung und einem ausfahrbaren Scorpions-Stachel ausgestattet ist. Das Einzelstück wurde an Rudolf Schenker übergeben. 2012 war Schenker ein weiteres Mal Mitglied der Begleitcrew.
Rudolf Schenker war Schirmherr für die Aktion Eine Halle für alle – let’s go! 1× um die Welt!. Mit diesem Projekt wurde in Schenkers Wohnort Bothmer (Schwarmstedt) der Bau einer neuen Turnhalle unterstützt. Im September 2011 trat Schenker mit dem Bundespolizeiorchester im Rahmen eines Benefizkonzerts zugunsten der Aktion in der KGS Schwarmstedt auf und spielte einige Songs der Scorpions.
Sein Buch Rock Your Life (mit Co-Autor Lars Amend) stand auf Platz 1 der Buchcharts in Russland und Bulgarien. Zusammen mit Amend ist Rudolf Schenker Markeninhaber des Titels Rock Your Life.
Rudolf Schenker ist mit seiner Rock-Your-Life-Philosophie als Vortragsredner tätig und gehörte beispielsweise beim Forum One – The Biggest Leadership Forum in East Europe 2013 in Kaunas, Litauen zu den Rednern.
Rudolf Schenker war von Januar 2014 bis 2017 Schirmherr des Projektes Klasse! Wir singen.
1985 und 2000 trug er sich in das Goldene Buch der Stadt Hannover ein. Im Jahr 2000 wurde ihm, wie auch Klaus Meine und Matthias Jabs, für die Verdienste der Scorpions um Hannover die Stadtplakette verliehen. Am 20. Juni 2000 erhielt er den Verdienstorden 1. Klasse des Niedersächsischen Verdienstorden. Am 25. Juli 2023 bekam er wie auch Klaus Meine und Matthias Jabs das Große Verdienstkreuz des Niedersächsischen Verdienstorden für die Verdienste der Scorpions um das Land Niedersachsen, seine Politische Haltung und sein Ehrenamtliches Engagement verliehen. Im Februar 2015 erhielt er zusammen mit Klaus Meine und Matthias Jabs den Niedersächsischen Staatspreis für das Jahr 2014.
Im Januar 2015 trug er sich in das Goldene Buch der Stadt Bremen ein.